# ホンダ・ヴェゼル
ヴェゼル（VEZEL）は、本田技研工業（ホンダ）が製造・販売する小型のSUVである。中国とシンガポール（繽智）を除く主要海外市場ではHR-Vの車名で販売されている。

## 概要
ホンダが進める世界的業務連携改革の一翼を担う車両として開発されたコンパクトSUVである。SUV、クーペ、ミニバンの特徴を融合させた車種として開発された。
CR-Vに次ぐホンダの世界戦略SUVであり、2019年の車名別世界販売台数では14位を記録した。

## 初代 RU1/2/3/4型 （2013年 - 2021年）
外装は、「Dynamic Cross Solid」をコンセプトに、SUVのような安定感のある下部ボディーとクーペ様の上部ボディーという、2つの塊を特徴的かつ鋭いキャラクターデザインで融合している。また、リアアウタードアハンドルはウィンドウグラフィックスに溶け込ませることで2ドアクーペのようなパーソナル感が高められた。
内装では、「Expansible Cockpit」をコンセプトに、広さとパーソナル感の両立が追求された。手に触れるほとんどの箇所にやわらかな素材が採用された。リア席は、ミニバン並みにゆとりがあるひざ周り空間が確保されたほか、上級セダンと同等の座面長としたうえ、シートバック角度が最適化されたことで長距離ドライブでも疲れにくい着座姿勢が実現された。
エンジンは、ガソリン車、ハイブリッド車ともに直噴技術が採用された。ガソリン車に搭載される1.5 Lエンジン「L15B」型は、96 kW（131 PS）の最高出力と155 N·m（15.8 kgf·m）の最大トルクを発生する。トランスミッションは、無段変速オートマチック（CVT）で、「S」のみ「7スピードモード＋パドルシフト」付となる。
ハイブリッド車は、軽量小型な1モーターシステムながら、モーターのみのEV走行が可能な「SPORT HYBRID i-DCD」を採用した。エンジンの「LEB」型は、前述の通り直噴技術を採用し、システム最高出力は2.0 Lエンジンに匹敵する112 kW（152 PS）を発生する。また、JC08モードで27.0 km/Lの燃費を実現した。トランスミッションは7速DCTを組み合わせ、全タイプにパドルシフトを採用した。
走行性能では、上級セダンと同等の吸音材や遮音材の採用による静粛性の向上や、走行場面に応じて最適な減衰特性を発揮する振幅感応型ダンパーの採用による、乗り心地と操縦安定性の両立を図っている。
4WD車には電子制御により後輪の駆動力を緻密かつ素早く制御する「リアルタイムAWD」が採用された。旋回時のリアのトルク配分を強めに設定するヴェゼル専用セッティングが施されている。なお、ホンダのハイブリッド車に4WD車が設定されたのは、このヴェゼルが初となる。
また、スイッチを軽く引き上げるだけで作動する電子制御パーキングブレーキ、信号待ちや渋滞などで停止した際、ブレーキペダルを放しても自動的に停車状態を保持するオートブレーキホールド機能を全グレードに標準装備。また、燃費によい運転をアクセルペダルで知らせるリアクティブフォースペダルをハイブリッド車の全タイプに標準装備した。アクセルの踏み込みすぎをペダルの反力を通じて抑制するとともに、雪道など滑りやすい路面でも同様の抑制をする機能である。
安全性能では、シティブレーキアクティブシステム（低速域衝突軽減ブレーキ＋誤発進抑制機能）、前席用i-サイドエアバッグシステム（容量変化タイプ）、サイドカーテンエアバッグシステム（前席/後席対応）をセットにした「あんしんパッケージ」を設定した（「G」・「HYBRID」はメーカーオプション。その他のタイプは標準装備）。また、2016年2月の一部改良では、あんしんパッケージに替わって安全運転支援システム「Honda SENSING」を採用し、予防安全性能の機能強化を実施している。

### 年表
- 2013年1月15日 - 2013年北米国際自動車ショーで新型コンパクトSUVコンセプト「URBAN SUV CONCEPT」を世界初披露[4]。このコンセプトをベースとした新型コンパクトSUVモデルを2013年末に日本で発売し、順次グローバルに展開していくこと、また、米国では、2014年春に稼働予定のメキシコの新工場で生産を行い、2014年中に発売する予定であることを発表した。
- 2013年11月20日 -「第43回東京モーターショー2013」にて、「ヴェゼル」の市販予定車を公開。同時に12月19日発表、12月20日発売予定というスケジュールを公表するとともに、同日、ホンダのホームページでエクステリアデザインを先行公開した[5]。
- 2013年12月19日 -「ヴェゼル」を発表[3]。（12月20日発売）。
  - ラインアップは、ガソリン車に「G」、「X」、「S」の3タイプを、ハイブリッド車は「HYBRID」、「HYBRID X」、「HYBRID X・Lパッケージ」、「HYBRID Z」の4タイプを設定。ボディ色は全8色。ガソリン車には、新色の「モルフォブルー・パール（有料色）」に加え「ホワイトオーキッド・パール（有料色）」、「アラバスターシルバー・メタリック」、「クリスタルブラック・パール」、「プレミアムディープロッソ・パール（有料色）」の5色を設定。ハイブリッド車はさらに、「ルーセブラック・メタリック（有料色）」、「ミスティグリーン・パール（有料色）」の新色2色と「ティンテッドシルバー・メタリック（有料色）」が加わり、設定される全てのボディカラーから選択できる。内装色は、「G」・「X」・「HYBRID」・「HYBRID X」は、「ブラック（ファブリック）」を、また、「S」と「HYBRID X・Lパッケージ」には「パッションブラック（コンビシート）」が標準設定[注 4][6]。「HYBRID Z」は、「パッションブラック」に加え、専用設定の「ジャズブラウン」のコンビシートが設定された[注 5]。また、「G」FF車および「HYBRID」以外のタイプには、ブラックレザー（本革シート）がメーカーオプション設定となる。
- 2014年4月20日 - 広汽本田汽車が北京モーターショーにてヴェゼル（中国名：繽智）を発表[7]。
- 2014年10月25日 - 広汽ホンダがヴェゼルを発売。エンジンは1.5L（2015年第一四半期発売予定）と1.8Lでそれぞれに6速MTとCVTが設定される。また、1.8L CVT車のみAWDの設定が用意される。
- 2015年4月6日 - 2014年度（2014年4月-2015年3月）における日本国内での販売台数が100,479台となり、SUV新車登録販売台数第1位を獲得したと発表。なお、2014年暦年（1-12月）でもSUV新車登録販売台数第1位を獲得した[8]。
- 2015年4月23日 - 一部改良[9]（4月24日発売）。
  - IRカット<遮熱>/UVカット機能付フロントウインドウガラス、IRカット<遮熱>/スーパーUVカットフロントドアガラス、プラズマクラスター技術搭載フルオート・エアコンディショナーを全タイプに標準装備したほか、メーカーオプションの「ナビ装着用スペシャルパッケージ」にはHDMI入力端子とUSBジャック（1ヵ所）を追加した。また、FF車は振幅感応型ダンパーをフロントに加えリアにも装備し、乗り心地と操縦安定性の両立を図ったほか、「HYBRID X・Lパッケージ」と「HYBRID Z」の本革巻ステアリングホイールに「スムースレザー」採用した。
  - ボディ色は新色「ゴールドブラウン・メタリック（有料色）」（ハイブリッド車のみ）を新設し、全9色を設定した。内装色では、「HYBRID Z」のみの設定だった「ジャズブラウン（本革×プライムスムース コンビシート）」[注 6]を「HYBRID X・Lパッケージ」にも設定を拡大。一方、「G」 4WD車と「X」 FF車へのブラックレザー（本革シート）のメーカーオプション設定を廃止した。ガソリン車の「X」に4WDを追加設定した。
- 2015年7月6日 - 2015年上半期（1月-6月）における日本国内での販売台数が38,218台となり、SUV新車登録販売台数で第1位を獲得したと発表[10]。
- 2015年9月17日 - 特別仕様車「スタイルエディション」を設定[11]（9月18日発売）。「HYBRID X」の4WD車と「HYBRID Z」をベースとした2タイプをラインアップした。
  - 「コンビシート（本革×プライムスムース）＆専用インテリア（クールアイボリー）を特別装備。ブルーとブラックのコンビシートに、アイボリーのソフトパッド、ダークグレールーフライニング、ダーククロームメッキ加飾を採用するとともに、専用ステッチカラーを施した本革巻ステアリングホイール（スムースレザー）[注 7]を組み合わせるほか、メーカーオプションとして、アイボリーレザーの専用本革シートを設定した。加えて、Honda純正ナビ「Gathers」対応ナビ装着用スペシャルパッケージとETC車載器を特別装備とした。「HYBRID X スタイルエディション」にはさらに、17インチアルミホイール、エキパイフィニッシャー、トノカバー、アクセサリーソケット（DC12V ラゲッジルーム内）が追加される。ボディ色には、新色「プレミアムクリスタルレッド・メタリック（有料色）」を専用色として設定するほか、「ホワイトオーキッド・パール（有料色）」、「クリスタルブラック・パール」、「モルフォブルー・パール（有料色）」の全4色から選択可能。
- 2015年10月6日 - 2015年度上半期（2015年4月-9月）における日本国内での販売台数が31,843台となり、SUV新車登録販売台数で第1位を獲得したと発表[12]。
- 2016年1月8日 - 2015年暦年（2015年1月-12月）における日本国内での販売台数が71,021台となり、同期間のSUV新車登録販売台数第1位を獲得したと発表[13]。
- 2016年2月5日 - 2016年2月下旬に発売を予定している新タイプ「RS」に関する情報を、ホームページ上に先行公開した、と発表[14]。
- 2016年2月25日 - 一部改良。同時に新タイプ「RS」を追加[15]。（2月26日発売）
  - 新たに安全運転支援システム「Honda SENSING」を新採用し、「X」・「HYBRID X」・「HYBRID Z」に標準装備（これに伴ってタイプ名称を「X・Honda SENSING」・「HYBRID X・ Honda SENSING」・「HYBRID Z・Honda SENSING」に改称。なお、「Honda SENSING」を装備しない仕様も設定される）、「G」と「HYBRID」にメーカーオプション設定した。Honda SENSINGは、衝突軽減ブレーキ（CMBS)、歩行者事故低減ステアリング、ACC（アダプティブ・クルーズ・コントロール）、LKAS（車線維持支援システム）、路外逸脱抑制機能、誤発進抑制機能、先行車発進お知らせ機能、標識認識機能の8つの機能で構成される。衝突軽減ブレーキ（CMBS)はミリ波レーダー+単眼カメラ方式を採用し、従来設定されていた「シティブレーキアクティブシステム」（赤外線レーザーレーダー方式）に対し、歩行者検知機能を加える等の機能強化を実施している。
  - 新タイプの「RS・Honda SENSING」と「HYBRID RS・Honda SENSING」（いずれもFF車のみ）を追加。走行時の安定性に寄与するパフォーマンスダンパー、可変ステアリングギアレシオを採用したほか、ガソリン車の「RS・Honda SENSING」には、ホンダ独自のCVT制御「G・Design Shift」を専用設定した。エクステリアでは、RS専用フロントグリル、クリスタルブラック塗装を施したボディーロアガーニッシュ・ドアミラー、225/50R18 95VタイヤとRS専用18インチアルミホイールを採用。インテリアでは、RS専用スウェード調表皮「ウルトラスエード」を採用している。なお、ガソリン車の「S」とハイブリッド車の「HYBRID X・Lパッケージ」は廃止されている。
  - 「HYBRID Z・Honda SENSING」は、パフォーマンスダンパーを標準装備したほか、運転席8ウェイパワーシート＋助手席4ウェイパワーシートを本革シートとセットでメーカーオプション設定とした。また、本革シートは従来までの「ブラックレザー」に加え、「ブラックレザー（ブラック×アイボリー）」を新設。また、新たに4WD車を新設定した。
  - その他の装備面では、ドアの施錠・解錠に連動してドアミラーが自動開閉するオートリトラミラーを全タイプに、また、ナビ装着用スペシャルパッケージ＋ETC車載器を「HYBRID X・Honda SENSING」・「HYBRID Z・Honda SENSING」・「HYBRID RS・Honda SENSING」にそれぞれ標準装備。さらに、左右独立温度コントロール式フルオート・エアコンディショナーをハイブリッド車全タイプに拡大採用した。
  - 走行性能では、4WDのリアサスペンションにも「振幅感応型ダンパー」を標準装備し、乗り心地を向上させた。
  - ボディ色は、全タイプ共通設定の「アラバスターシルバー・メタリック」、ハイブリッド車専用色の「ティンテッドシルバー・メタリック（有料色）」、「ゴールドブラウン・メタリック（有料色）」に替わり、「ルナシルバー・メタリック」、「シナモンブロンズ・メタリック」の新色2色を追加。また、特別仕様車「スタイルエディション」専用色であった「プレミアムクリスタルレッド・メタリック（有料色）」が新たに全タイプで選択できるようになったほか、従来はハイブリッド車専用色であった「ルーセブラック・メタリック（有料色）」、「ミスティグリーン・パール（有料色）」も全タイプに設定され全8色構成となった。なお、「RS・Honda SENSING」と「HYBRID RS・Honda SENSING」は「ホワイトオーキッド・パール（有料色）」、「クリスタルブラック・パール」、「プレミアムクリスタルレッド・メタリック（有料色）」、「モルフォブルー・パール（有料色）」の4色の設定となる。
- 2016年4月6日 - 2015年度（2015年4月-2016年3月）における日本国内での販売台数が69,018台となり、2015年度SUV新車登録販売台数で第1位を獲得したと発表[16]。
- 2017年1月11日 - 2016年暦年（2016年1月-12月）における日本国内での販売台数が73,889台となり、3年連続でSUV新車登録販売台数第1位を獲得したと発表[17]。
- 2017年4月6日 - 2016年度（2016年4月-2017年3月）における日本国内での販売台数が73,583台となり、暦年に続き年度でも3年連続でSUV新車登録販売台数第1位を獲得したことを発表[18]。
- 2017年7月7日 - 特別仕様車「HYBRID X・Honda SENSING BRILLIANT STYLE EDITION」を発売[19]。
  - 「HYBRID X・Honda SENSING」をベースに、特別装備としてLEDフォグライト、17インチアルミホイール（スポーツタイプ）、ルーフレール、専用サイドシルガーニッシュ（プラチナクロームメッキ加飾）、ラゲッジルームハーフボードを追加している。
  - ボディ色は、「ホワイトオーキッド・パール（有料色）」、「クリスタルブラック・パール」に加え、特別仕様車専用色の「ルージュアメジスト・メタリック」、「プレミアムイエロー・パールII（有料色）」、「ミッドナイトブルービーム・メタリック（有料色）」を加えた5色を設定する。
- 2017年12月 - ボディ色の設定を変更。「ミスティグリーン・パール（有料色）」と「モルフォブルー・パール（有料色）」の2色が廃止された。
- 2018年1月25日 - 同年2月中旬に登場予定の改良モデルに関する情報をホームページ上で先行公開[20]。
- 2018年2月15日 - マイナーモデルチェンジ[21]。（2月16日発売）
  - フロントバンパー、フロントグリル、ヘッドライトのデザインを変更。LEDヘッドライトはインラインタイプとなり、ハイビームにもLEDを採用した。
  - ボディ色は「ホワイトオーキッド・パール（有料色）」に替わり、「プラチナホワイト・パール（有料色）」を新設定。また、「シナモンブロンズ・メタリック」を廃止し、「シルバーミストグリーン・メタリック」、「オーロラアメジスト・メタリック（有料色）」の新開発色2色と、特別仕様車「HYBRID X・Honda SENSING BRILLIANT STYLE EDITION」専用色であった「ミッドナイトブルービーム・メタリック（有料色）」追加し、全8色となった。なお、「RS・Honda SENSING」と「HYBRID RS・Honda SENSING」は、「ルナシルバー・メタリック」、「ルーセブラック・メタリック（有料色）」、「シルバーミストグリーン・メタリック」を除く5色が設定される。
  - 内装では、フロントシートの形状を刷新するとともにステッチが変更され、ホールド性と質感を向上させた。また、一部タイプはスマートフォンをUSBで接続し、音楽再生や通話、マップアプリケーションの操作などを、ナビ画面や音声で行えるApple CarPlayやAndroid Autoに対応した。
  - 内装色は「HYBRID Z・Honda SENSING」の設定を変更。コンビシート（パッションブラック）はメーカーオプション設定に変更となり、標準設定はコンビシート（ジャズブラウン）となった。また、メーカーオプションの本革シートは「ブラック」のみに変更された。
  - 「G」と「HYBRID」は従来メーカーオプション設定だった「Honda SENSING」が標準装備化され、それぞれ「G・Honda SENSING」・「HYBRID・Honda SENSING」に改称。（非装備仕様も設定される）。
  - 走行性能では、ハイブリッドシステム「SPORT HYBRID i-DCD」にチューニングに施すとともに、ブレーキペダルにリンク機構を新採用し、加速フィール、ブレーキフィールの向上を図った。また、ボディに制振材を追加し最適配置することで、走行時の静粛性をさらに向上させたほか、エンジン内の高圧燃料ポンプの構造を見直すことで、エンジン音を低減した。さらに、カムチェーンの摩擦低減などにより、ガソリン車の燃費が0.6km/L向上しFF車は21.2 km/L、4WD車は19.6 km/Lとなった（「RS・Honda SENSING」は0.4km/L向上し20.2km/L、いずれもJC08モード）。「リアルタイムAWD」は改良され、雪上での旋回や登坂発進時に、より安心かつ上質な乗り味を実現した。
- 2018年12月14日 - 翌2019年1月31日発売予定の1.5L VTEC TURBOエンジン搭載モデル「TOURING・Honda SENSING」に関する情報をホームページ上で先行公開[22]。
- 2018年12月 - ボディ色の設定を変更[23]。「RS」系以外に設定されていた「ルナシルバー・メタリック」に替わり、全タイプに「スーパープラチナグレー・メタリック（有料色）」を設定[24]。
- 2019年1月31日 - ターボエンジン搭載タイプ「TOURING・Honda SENSING」を追加[25]。
  - エンジンに、ヴェゼルでは初採用となる吸排気デュアルVTCを備えた直噴ターボ仕様のL15B型が採用されたほか、ボディ剛性が向上され、専用仕様のパフォーマンスダンパーやヴェゼルでは初採用となるアジャイルハンドリングアシストも採用された。
  - 外観はフロントグリルをクロームメッキ、ボディーロアーガーニッシュはRS仕様のグレーメタリック、エキパイフィニッシャーを左右2本出しタイプとしたほか、ブラック塗装のヘッドライトガーニッシュ、フロントバンパーロアーグリル、TOURINGエンブレムの専用エクステリアとルーフレールが装備された。
  - 内装はダークグレー（「ウルトラスエード」使用）&ブラウンの専用コンビシートや専用のブラウンインテリアが採用され、運転席&助手席シートヒーターが装備された。
  - ボディ色は新色の「プレミアムクリスタルブルー・メタリック（有料色）」や2018年12月の仕様変更で追加された「スーパープラチナグレー・メタリック（有料色）」を含む6色が設定される。なお、「プレミアムクリスタルブルー・メタリック（有料色）」は「RS」系タイプにも設定された。
- 2019年7月4日 - 2019年上半期（2019年1月～6月）における販売台数が33,445台を記録し、2019年上半期SUV新車販売台数で第1位を獲得したと発表[26]。暦年上半期でのSUV新車販売台数第1位獲得は2016年以来3年ぶりとなり、発売開始から2019年6月までの累計販売台数が40万台を突破した。
- 2019年11月28日 - コンプリートカーブランド「Modulo X（モデューロ エックス）」の新ラインナップとして、「TOURING Modulo X Honda SENSING」・「HYBRID Modulo X Honda SENSING」の追加が発表された（11月29日発売）[27]。
  - 「Modulo X」で初のSUVモデルで、且つ4WDの設定は初となる。「TOURING・Honda SENSING」、「HYBRID RS・Honda SENSING（FF）」、「HYBRID Z・Honda SENSING（4WD）」をベースに、外観はブラックを基調としたフロントグリル、エアロバンパー（フロント・リア）、エアロロアーガーニッシュ（フロント・リア）、LEDフォグライト、アルミホイール（FF車は18インチ、4WD車は17インチ）を装着。内装は「Modulo X」シリーズで初採用となるサイドや座面を専用形状とした専用フロントスポーツシート（専用フレーム/プライムスムース×ラックス スエード/Modulo Xロゴ入り、シートヒーター機能付）をはじめ、ブラックインテリア、専用リアシート（ウルトラスエード×合成皮革）、専用フロアカーペット（プレミアムタイプ/Modulo Xアルミ製エンブレム付）を採用。走行性能では専用サスペンションが装備された。なお、ディーラーオプションのギャザズナビの装着が可能な「ナビ装着用スペシャルパッケージ」が標準装備される。また、持ち込み検査が必要となる。
- 2020年1月9日 - 2019年暦年（1月～12月）における販売数が55,866台となり、2019年SUV新車販売台数で第1位を獲得したと発表[28]。暦年でのSUV新車販売台数第1位獲得は2016年以来3年ぶりとなった。
- 2020年10月 - 仕様変更。WLTCモードによる燃料消費率並びに排出ガスに対応し、「平成30年排出ガス基準75%低減レベル（☆☆☆☆☆）」認定を取得した。
- 2021年3月 - 2代目モデルの登場に伴い、初代モデルの生産を終了。

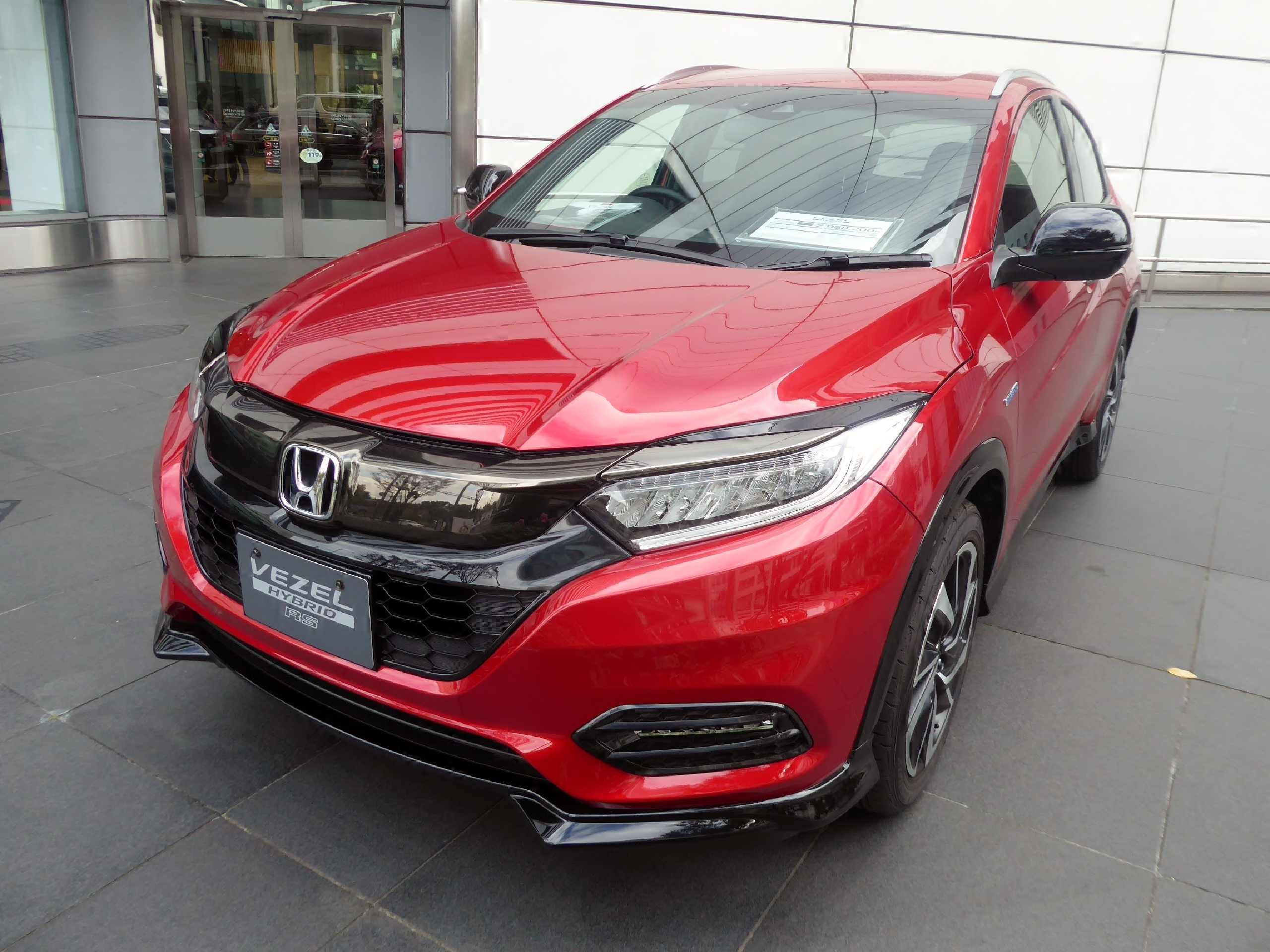
2018年2月改良型 HYBRID RS・Honda SENSING
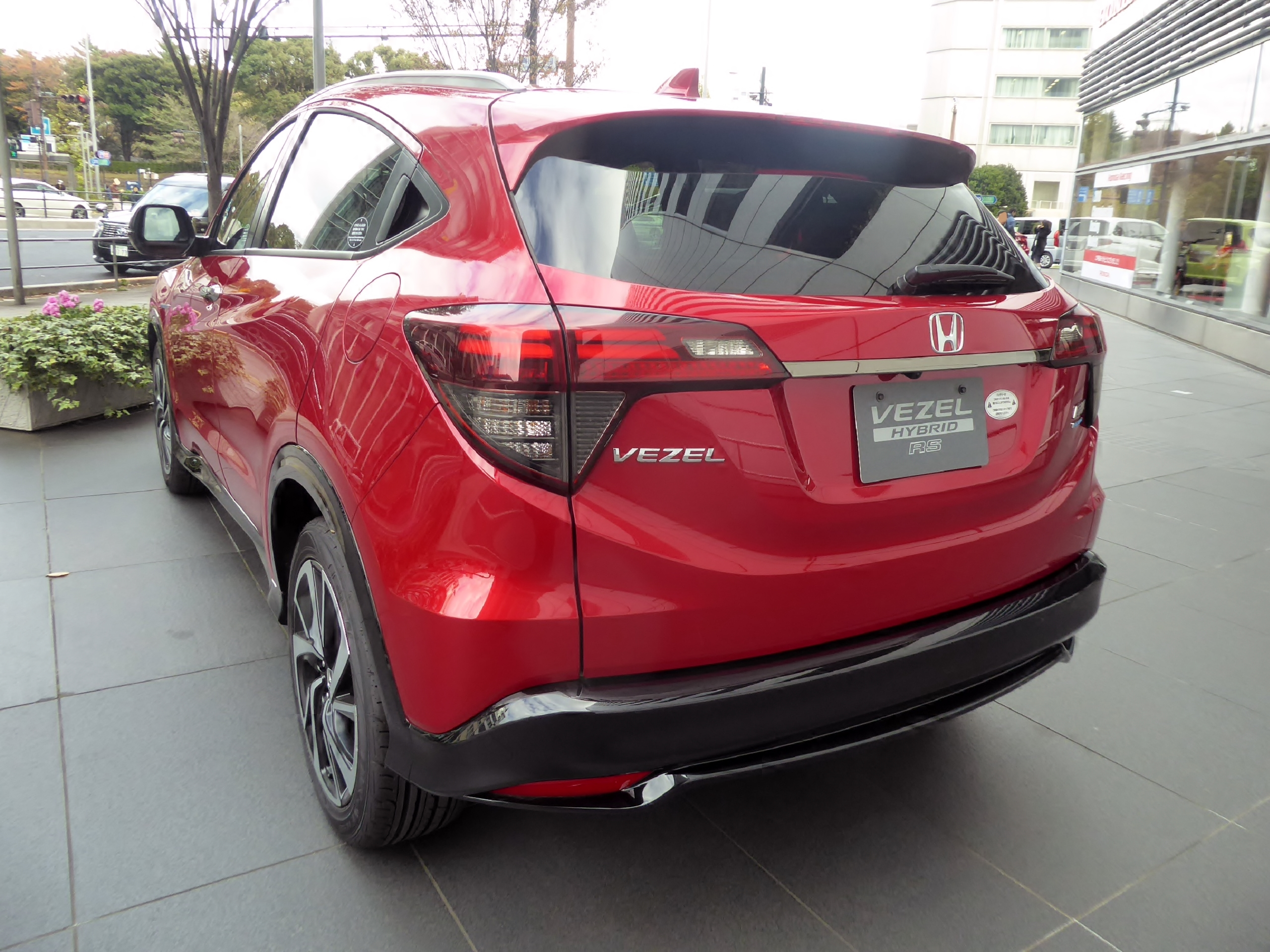
2018年2月改良型 HYBRID RS・Honda SENSING リヤ
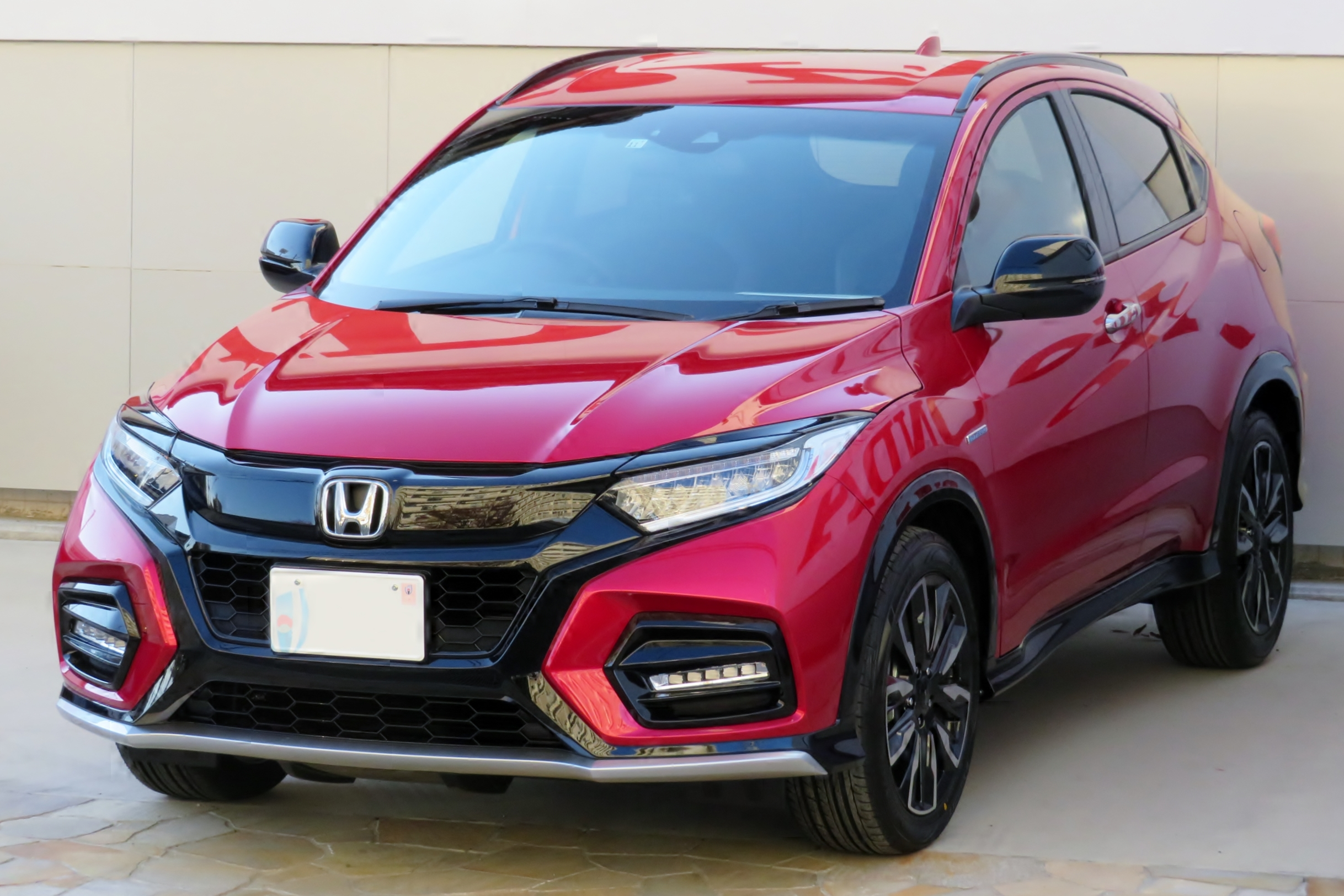
2019年11月型 HYBRID Modulo X Honda SENSING
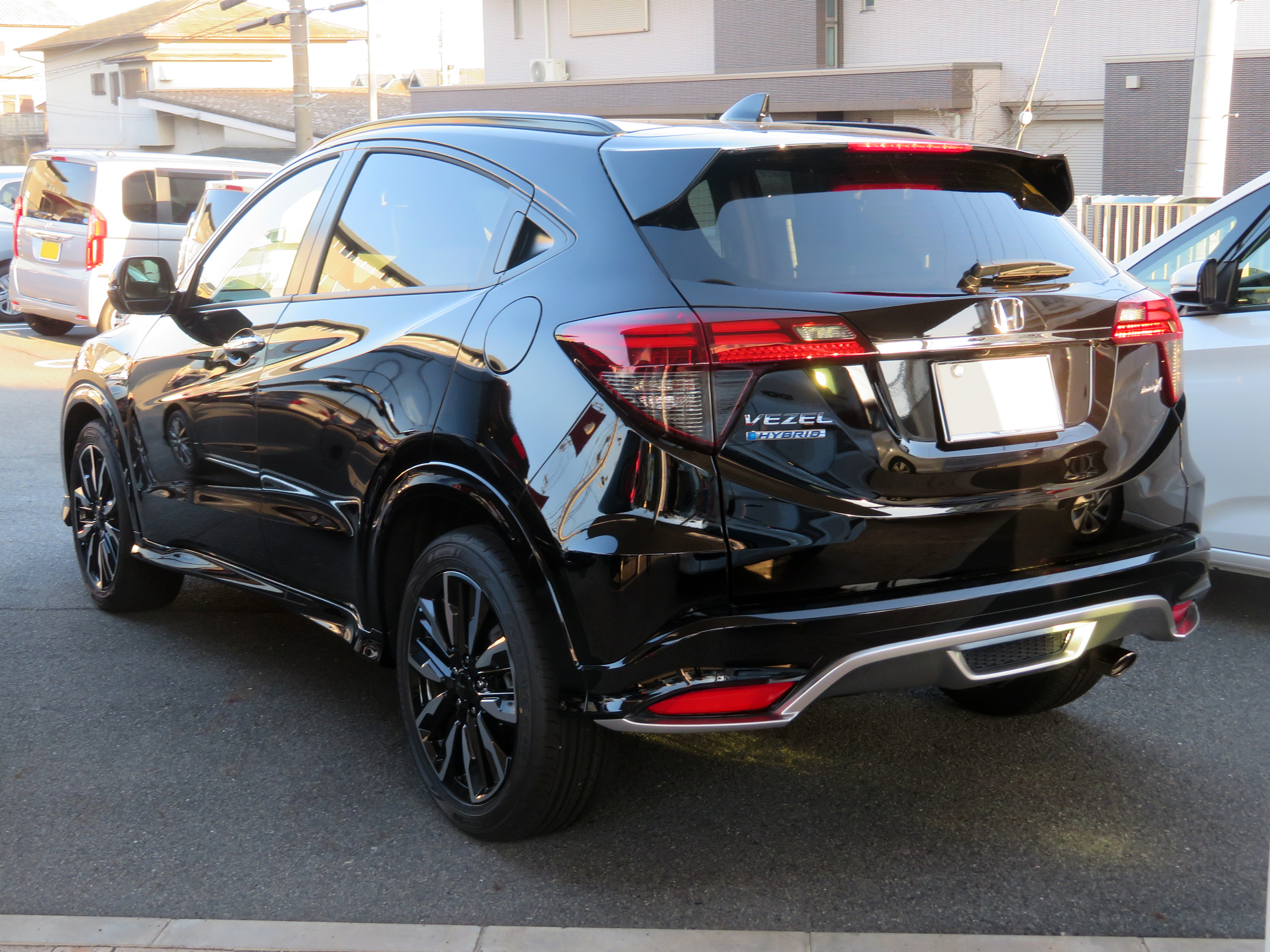
2019年11月型 HYBRID Modulo X Honda SENSING リヤ
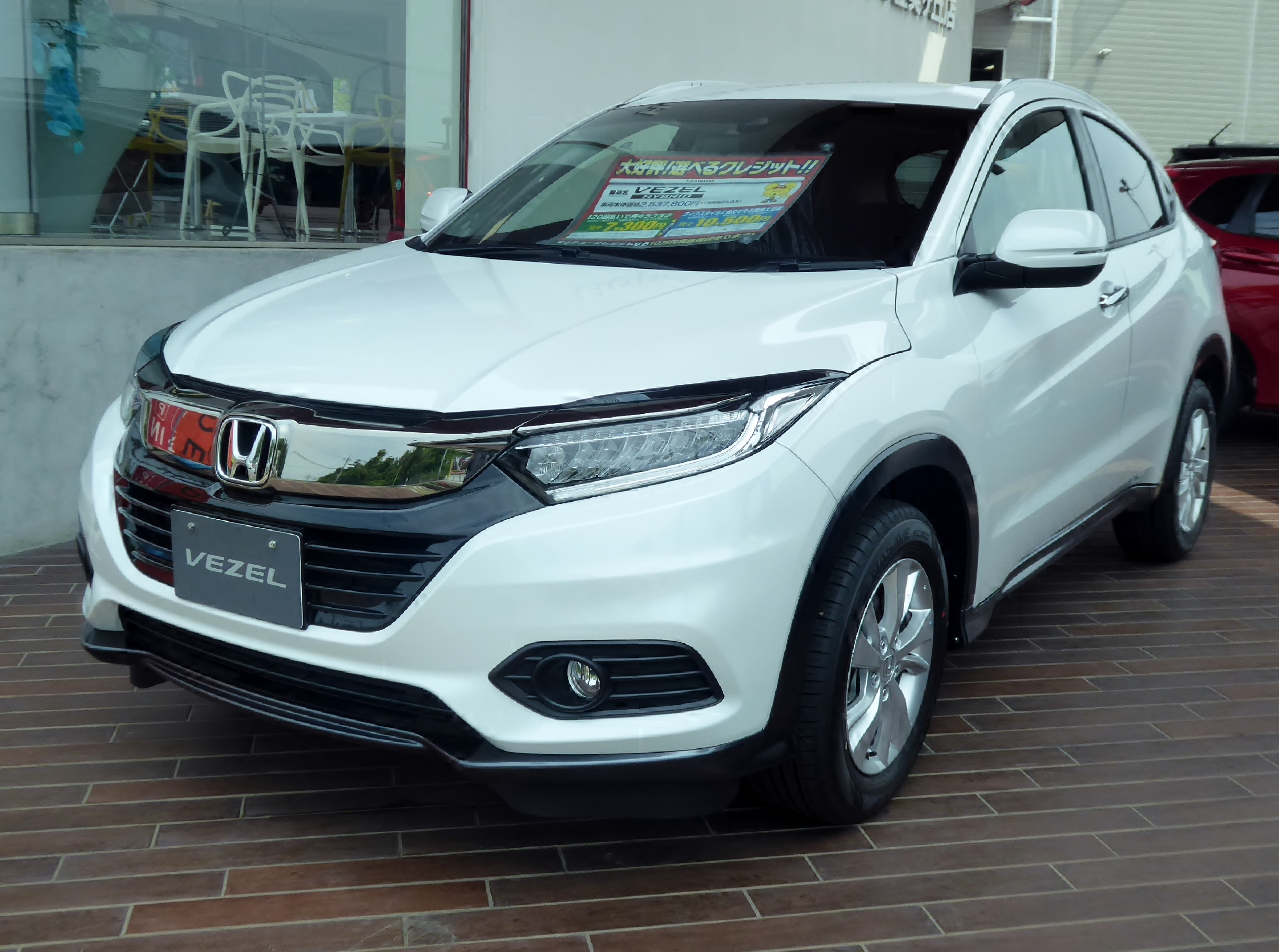
2018年2月改良型 X・Honda SENSING
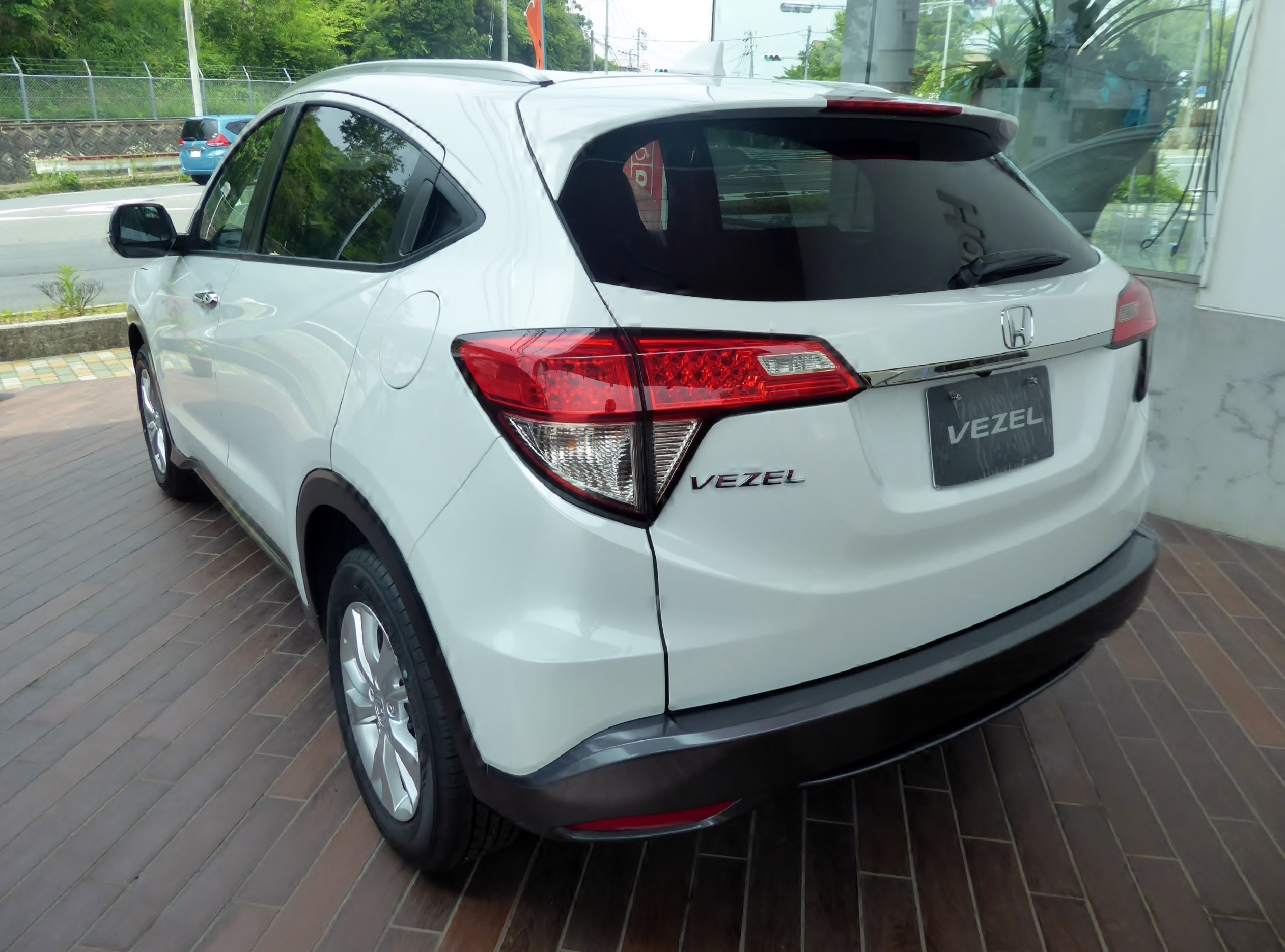
2018年2月改良型 X・Honda SENSING リヤ
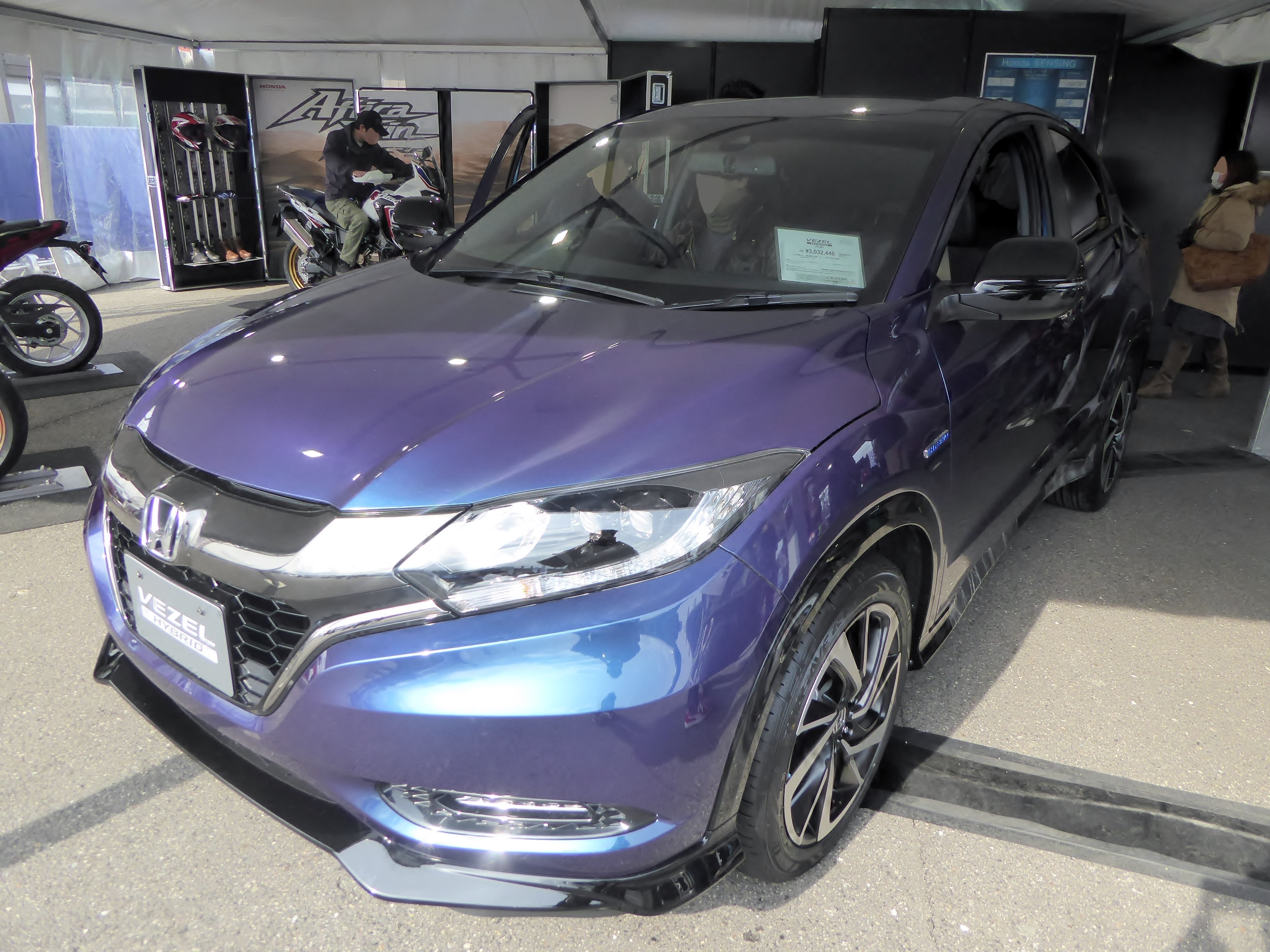
2016年2月改良型 HYBRID RS・Honda SENSING
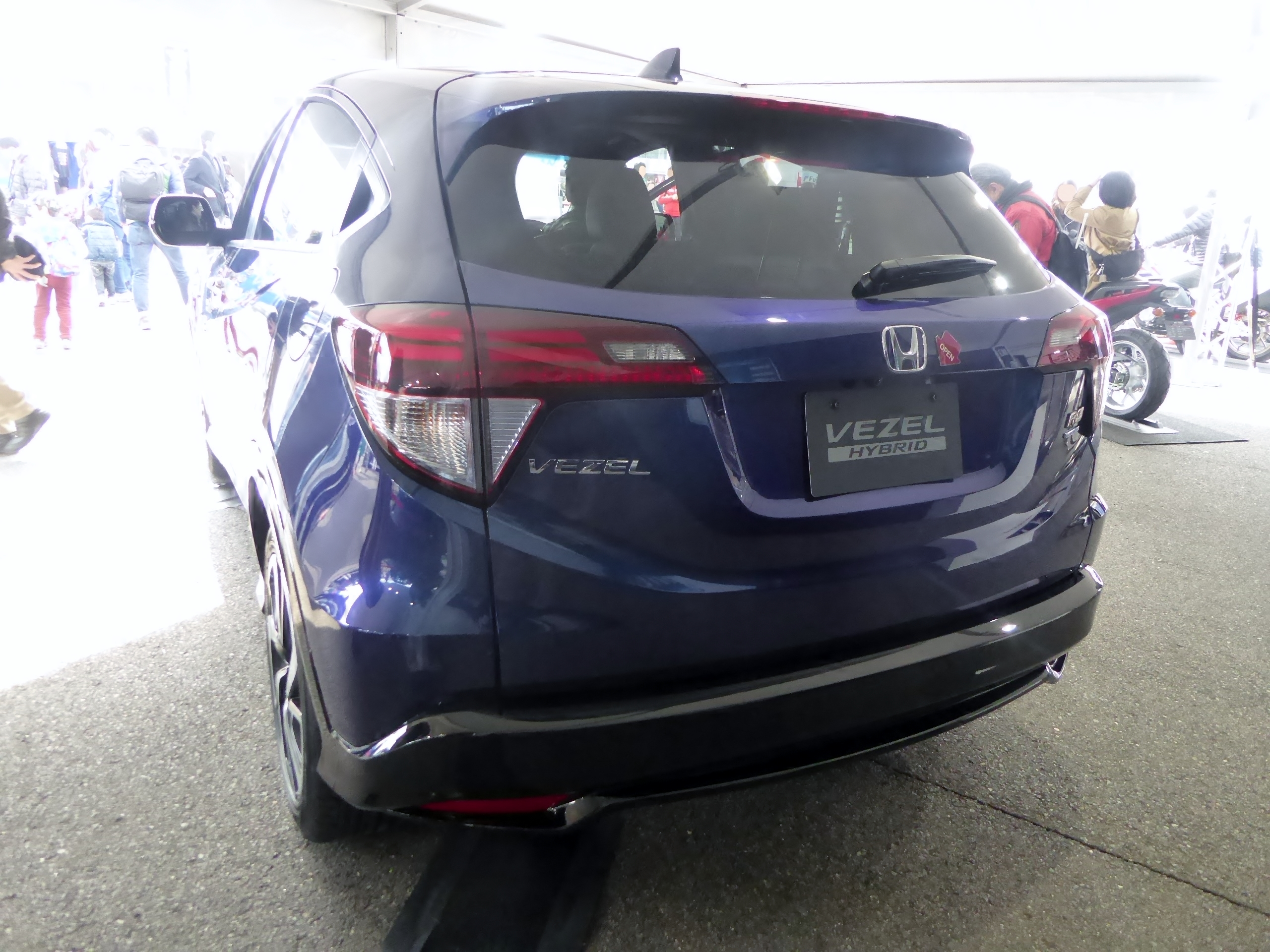
2016年2月改良型 HYBRID RS・Honda SENSING リヤ
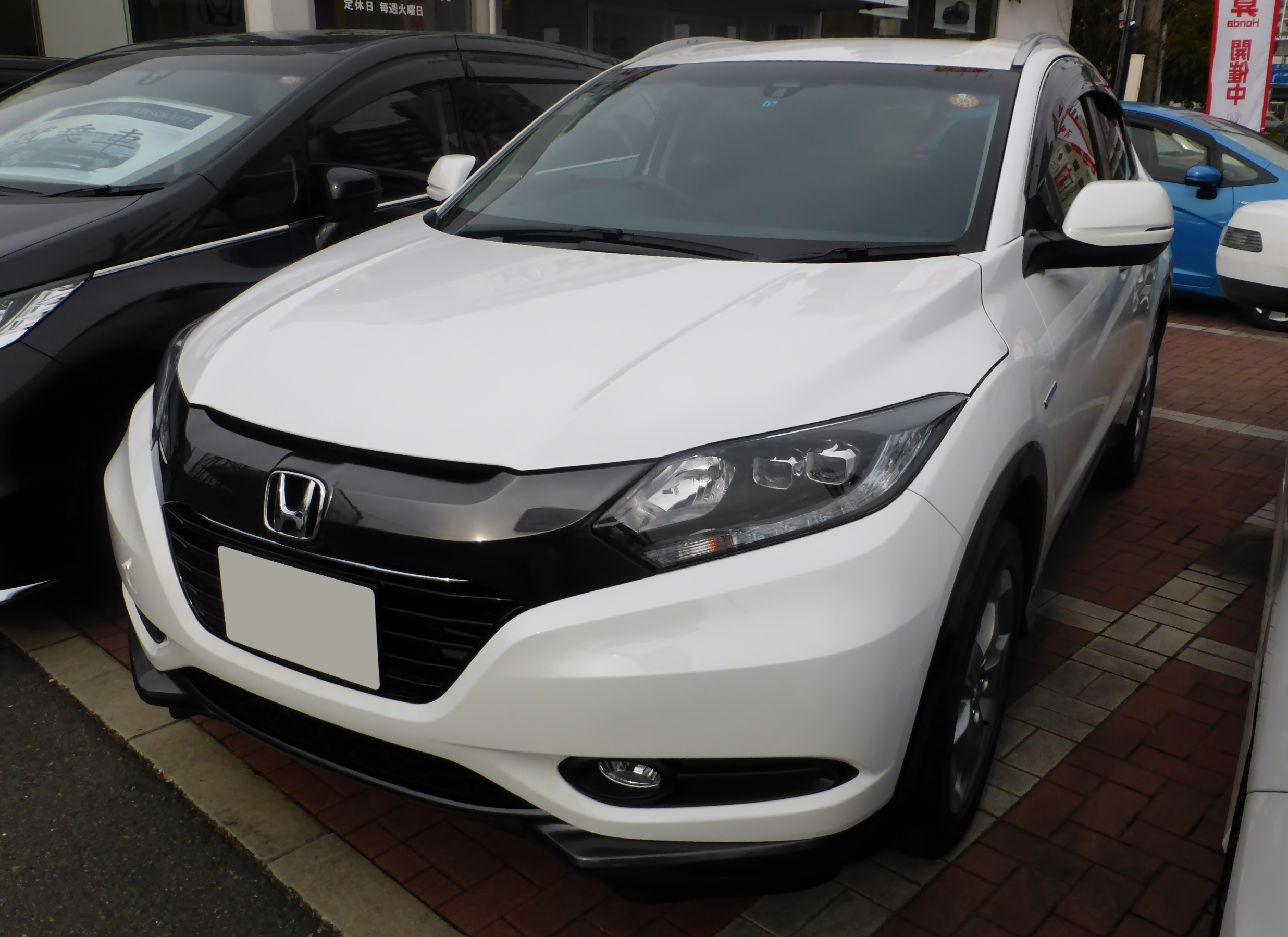
2013年12月型 HYBRID X
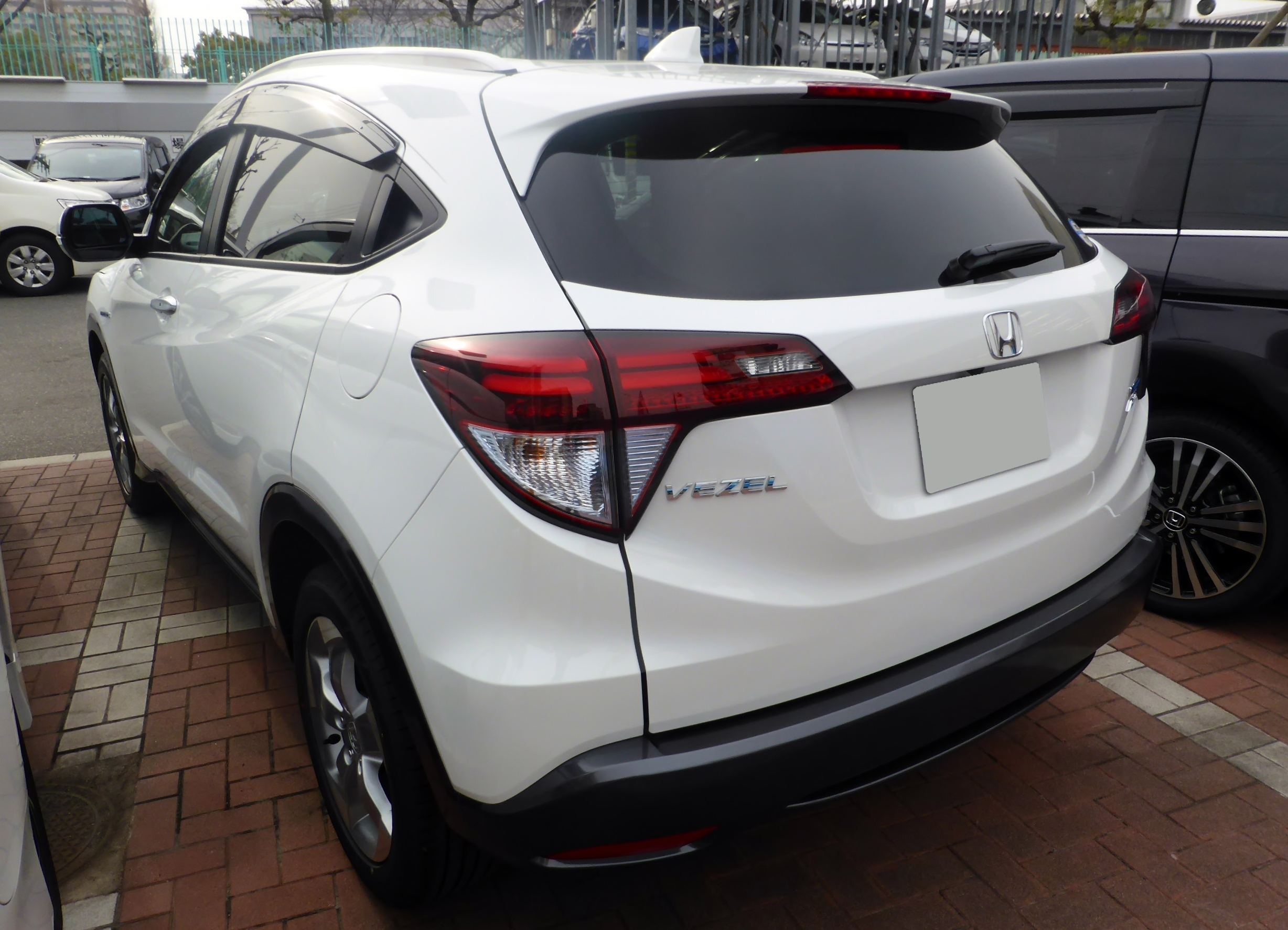
2013年12月型 HYBRID X リヤ

## 2代目 RV3/4/5/6型（2021年 - ）

### 概要
開発コンセプトは「AMP UP YOUR LIFE」。
2代目では、ハイブリッドシステムが2モーター式の「e:HEV（イー・エイチイーブイ）」となり、バッテリーのセル数を増やすとともに、モーターはH5型に変更され、モーター出力が向上した。PCU（パワーコントロールユニット）は小型化され、荷室からエンジンルームへ移動した。ガソリンモデルは新型の1.5 L DOHC i-VTECエンジンである「L15Z型」へ換装するとともに、4代目フィットで採用されたCVTを基にギアをローレシオ化して最適化された。ハイブリッドモデルの2WD車は燃費性能の向上により、2030年度燃費基準を達成した。
「Honda SENSING」は横方向への視野範囲を向上させたフロントワイドビューカメラ、高速画像処理チップ、近距離障害検知前後ソナーセンサーの採用により機能を向上。見通しの悪い場所での駐車や車線変更を支援するマルチビューカメラシステムやブラインドスポットインフォメーションが新たに採用され、タイプ別設定された。
国内外問わず各社がこぞってクロスオーバーSUVを発売するブームの真っ只中で登場したこともあって、発表時は他社と類似しているデザインを指摘する声が相次いだが、実車が出回るようになると反応は次第に肯定的なものに変わっていったという。
車載通信モジュール「Honda CONNECT（ホンダコネクト）」が搭載され、最短1か月から利用期間の選択が可能なサブスクリプション型のコネクテッドサービス「Honda Total Care プレミアム」を申し込むことで、通信機能を使ったナビゲーションシステム内の地図の自動更新（Honda CONNECT ディスプレー搭載車のみ）やスマートフォン上でドアロックの施錠・解錠・エンジン始動・エアコン操作・クルマの捜索、車内Wi-Fiなど、Hondaの量販車で初となる機能を利用することが可能となる。

### 年表
- 2021年1月18日 - 2021年春に発表・発売予定のフルモデルチェンジに先駆け、関連情報をWebサイト上で先行公開。同時にオンラインによるワールドプレミアイベントを行うことが発表された[31]。
- 2021年2月18日 - オンラインで実施されたワールドプレミアイベントで外観や内装のデザイン、新たに搭載される主要装備や改良点などを発表。フルモデルチェンジの公式発表・発売時期を4月とすることも発表された[32]。
- 2021年4月22日 - フルモデルチェンジを公式発表（4月23日発売）[33]。
  - タイプ体系は、ガソリン車は「G」のみ、ハイブリッド車は「e:HEV X」・「e:HEV Z」・「e:HEV PLaY」の3タイプ[注 8]をラインナップする。
  - ボディ色は「G」・「e:HEV X」・「e:HEV Z」は初代モデルからプラチナホワイト・パール（有料色）、プレミアムクリスタルレッド・メタリック（有料色）、クリスタルブラック・パールの3色を引き継ぎ、プレミアムサンライトホワイト・パール（有料色）、メテオロイドグレー・メタリック（有料色）、サンドカーキ・パール（有料色）を加えた6色。「e:HEV PLaY」はプレミアムサンライトホワイト・パール（有料色）、メテオロイドグレー・メタリック（有料色）、サンドカーキ・パール（有料色）はブラックと、クリスタルブラック・パールと専用色のミッドナイトブルービーム・メタリック（有料色）はシルバーと組み合わせた2トーンカラーとなる。
- 2021年5月25日 - 発売から約1か月が経過した5月24日時点での受注台数が、販売計画（5,000台/月）の6倍以上となる32,000台越えとなったことが発表された[34]。
- 2021年11月8日 - 「2021～2022日本自動車殿堂 カーデザインオブザイヤー」を受賞した[35]。
- 2022年8月 -「e:HEV Z」のカラーバリエーションを変更。ボディカラーにミッドナイトブルービーム・メタリック（有料色）を、内装色にグレージュ[注 9]を、それぞれ追加。
- 2023年6月23日 - 原材料価格や物流費などの世界的な高騰に伴い、7月27日発売分からN-WGN、N-ONE、N-VAN、フィット、シビック（タイプRを除く）と共にメーカー希望小売価格の改定を実施することを発表。全タイプ一律で119,900円（10%の消費税込）値上げされる[36]。
- 2024年3月14日 - 春に実施されるマイナーモデルチェンジに先駆け、ホームページ上に先行情報を公開したことが発表された[37]。
- 2024年4月25日 - マイナーモデルチェンジを発表（4月26日発売）[38]。
  - フロントのグリルとバンパーの形状が変更（形状変更に伴って全長が10mm長くなる）され、リアコンビネーションランプは水平基調の2段グラフィックへ変更するとともに、全面LED化。内装では前席のセンターコンソールを左右対称へ変更された。
  - 新たに2つのパッケージが設定され、「e:HEV X」には、ルーフレールが採用されるとともに、アルミホイールをシャークグレー・メタリック塗装の専用デザインに、フロント下部のガーニッシュ（バンパーロアー、フォグライト）をカッパー・メタリックにそれぞれ変え、シートはカーキ&ネイビーの専用カラーのプライムスムース×ファブリックとし、ファブリック部の座面・背もたれに撥水・撥油機能「FABTECT（ファブテクト）」が施された「HuNT（ハント）パッケージ」を、また、「e:HEV Z」には従来独立タイプとして設定されていた「e:HEV PLaY」をベースにフロントグリルに配置されているトリコロールの配色が変更され、ドアロアーガーニッシュをブルーに変更、内装はグレージュを継承しつつ、ピンストライプやステッチをライトブルーに変更した「PLaYパッケージ」を追加。「e:HEV Z PLaY パッケージ」では、従来の「e:HEV PLaY」では設定できなかった4WDやパノラマルーフのメーカーオプション設定が可能となった。
  - e:HEVモデルではエネルギーマネージメント制御の見直しが行われたほか、遮音材や防音材の厚みや配置が最適化され、FF車ではダンパーの減衰力の見直しも行われた。
  - 「Honda SENSING」はCMBS、ACC、LKASが性能向上され、トラフィックジャムアシスト（渋滞運転支援機能）、急アクセル抑制機能（機能を作動するにはディーラーの専用機器によるセッティング作業が必要で、ディーラーオプション扱いで別途セットアップ費用が必要）、アダプティブドライビングビームが追加され、17の機能となった。
  - ボディカラーはグレー系色（有料色）をメテオロイドグレー・メタリックから新色のスレートグレー・パールに差し替え、サンドカーキ・パール（有料色）と「e:HEV Z」専用色のミッドナイトブルービーム・メタリック（有料色）と入れ替えで新規色のシーベッドブルー・パール（有料色、「e:HEV X HuNTパッケージ」・「e:HEV Z」専用色）と新色のボタニカルグリーン・パール（有料色）を追加。なお、「e:HEV X HuNTパッケージ」はプレミアムサンライトホワイト・パールとプレミアムクリスタルレッド・メタリックの設定が不可となる。2トーンカラーでの設定となる「e:HEV Z PLaYパッケージ」は従来の「e:HEV PLaY」からプレミアムサンライトホワイト・パール&ブラック（有料色）とクリスタルブラック・パール&シルバーの2色を引き継ぎ、新たにスレートグレー・パール&ブラック、ボタニカルグリーン・パール&ブラック、シーベッドブルー・パール&シルバーの3色が追加された。

## プロモーション
2016年に放送されたテレビCM「世界ヴェゼル」編が放映期間中に大きな反響を呼び、CM曲であるSuchmosの「STAY TUNE」がヒット。その後に放映されたCMも放映時に話題になることが多い。

### 初代
- キャッチフレーズは「明日に、あたらしい輝きを。」で、2016年9月からは「そのクルマ、世界ヴェゼル。」が使用され、2018年2月改良型の発売当初は「次の世界ヴェゼルへ。」が使用されていた。
- CMソングは、2016年9月からはSuchmosの「STAY TUNE」、2018年2月改良型のCMからは、Suchmosの「808」に変更、2019年1月のツーリング追加時に放映されていたCMからは、SIRUPの「Do Well」、2019年11月のModulo X追加時からはKing Gnuの「小さな惑星」、Friday Night Plansの「HONDA」が起用された。ナレーションは眞島秀和が担当。
- 2019年11月からは、スペースシャワーネットワークとのコラボレーションネット番組「VEZEL LIVE」を展開した。

### 2代目
- キャッチフレーズは「世界に、あたらしい気分を。」[注 10]で、2024年4月改良型からは「ドライブしようよ。」が使用されている。
- 2021年度と2022年度は「GOOD GROOVE」を合言葉にしたキャンペーンを展開していた。
- 発売前の2021年1月から2022年4月までは、井浦新、玉城ティナ、布川敏和、モーリー・ロバートソン、アントニー（マテンロウ）、あさぎーにょなどの著名人が「GOOD GROOVER」として、公式のSNSやテレビCMに出演していた。CMソングは藤井風の「きらり」で、当楽曲を使用したSNS上でのキャンペーン「#きらりドライブ」はHonda公式のYouTubeチャンネルで総集編動画が作られ、CMソングを歌っている藤井自身も参加した。
- 2022年度は2022年7月3日に放送された特別ラジオ番組「GOOD GROOVE RADIO」（TOKYO FM）を聴取しながら撮影した映像を使用したWebムービーが公開された。CMソングはchilldspotの「BYE BYE」。
- 2024年4月の改良型からは石橋静河がCMに出演。CMソングはKERENMI「世界 feat. Moto from Chilli Beans. & Who-ya Extended」。

## 車名の由来
カットした宝石の小さな面 (Bezel) とクルマ (Vehicle) を組み合わせた造語で、「角度によって表情を変える宝石のように、多面的な魅力と価値を持つクルマ」を意味する。